# Liste der Bundeswehrstandorte in Brandenburg
Die Liste der Bundeswehrstandorte in Brandenburg zeigt alle derzeit aktuellen Standorte, in denen Einheiten oder Posten der Bundeswehr im Bundesland Brandenburg stationiert sind. Verlegungen der Einheiten zu anderen Standorten, Umbenennung und Auflösungen sowie Schließungen von Liegenschaften bzw. Standorten, sind in Klammern beschrieben. Die Abkürzungen, welche in Klammern hinter der jeweiligen Dienststelle bzw. Teilen von einer solchen aufgeführt sind, kennzeichnen die Zugehörigkeit zur jeweiligen Teilstreitkraft bzw. zum jeweiligen Organisationsbereich und stehen für:
1. Teilstreitkräfte und Zentrale Organisationsbereiche:
Heer (H),
Luftwaffe (L),
Marine (M),
Streitkräftebasis (SKB),
Cyber- und Informationsraum (CIR),
Zentraler Sanitätsdienst (ZSan).
2. Organisationsbereich Ausrüstung, Informationstechnik und Nutzung (AIN).
3. Organisationsbereich Personal (P).
4. Organisationsbereich Infrastruktur, Umweltschutz und Dienstleistungen (IUD).
Die Abkürzung ZMZ steht für die Zivil-Militärische Zusammenarbeit. Verbindungs-Dienststellen der ZMZ sind teilaktiv. Sie werden durch einen Stabsoffizier geführt, welcher als Vertreter der Bundeswehr im Kreis bzw. im Regierungsbezirk fungiert. Er ist mit dem Truppenausweis als Dienstausweis ausgerüstet.
Die Liste enthält außerdem Standorte, die von der Bundeswehr wegen ihrer geringen Dienstpostenanzahl offiziell nicht mehr als „Bundeswehrstandort“ bezeichnet werden. Jedoch sind dort weiterhin Bundeswehrangehörige stationiert. Die Standorte verbleiben lediglich zu Informationszwecken in der Liste. Sie sind in der Auflistung mit dem Zusatz „weniger als 15 Dienstposten“ versehen.

## Standorte
- Beelitz
  - Hans-Joachim-von-Zieten-Kaserne
    - Logistikbataillon 172 (SKB)
    - Sanitätsversorgungszentrum Beelitz (ZSan)
    - weitere Dienststellen

- Beeskow
  - Munitionsversorgungszentrum Ost (SKB)
  - Munitionslager Schneeberg (SKB)
  - weitere Dienststellen

- Brück
  - Fläming-Kaserne
    - Truppenübungsplatz Lehnin (SKB)
    - Bundeswehrfeuerwehr Lehnin (IUD)
    - weitere Dienststellen

- Cottbus
  - Brandenburger Platz 59
    - Sachgebiet Karriere- und Beratungsbüro Cottbus

  - Sielower Landstraße 66
    - Kalibrierzentrum der Bundeswehr Regionallabor 4
    - Jugendoffizier Cottbus

- Doberlug-Kirchhain
  - Lausitz-Kaserne
    - Ausbildungswerkstatt Doberlug-Kirchhain
    - Bundeswehr-Dienstleistungszentrum Doberlug-Kirchhain (IUD)

  - Schönborner Straße 13
    - Heeresinstandsetzungslogistik Werk Doberlug-Kirchhain

- Döbern
  - Hohe Bergstraße
    - Abgesetzter Technischer Zug 354 Döbern (L)
    - Außenlager Radarstellung Döbern
    - Trupp 3D RADAR Radarstellung Döbern

- Frankfurt (Oder)
  - Stendaler Straße 27
    - Sachgebiet Karriere- und Beratungsbüro Frankfurt/Oder (P)
    - Sportfördergruppe der Bundeswehr Frankfurt/Oder (TerrFüKdoBw)
    - Stützpunkt Sport/KLF Frankfurt/Oder

- Klietz
  - Truppenübungsplatz Klietz (SKB)
    - Truppenübungsplatzkommandantur Klietz
    - Bundeswehrfeuerwehr Truppenübungsplatz (IUD)
    - weitere Dienststellen

- Märkische Heide
  - Spreewald-Kaserne
    - Sanitätsmateriallager Krugau

- Potsdam
  - Havelland-Kaserne
    - Kraftfahrausbildungszentrum Potsdam (SKB)
    - Landeskommando Brandenburg (SKB)
    - Überwachungsstelle für öffentlich-rechtliche Aufgaben des Sanitätsdienstes – Ost

  - Villa Ingenheim
    - Zentrum für Militärgeschichte und Sozialwissenschaften der Bundeswehr (SKB)

  - Behlertstraße 4
    - Karrierecenter der Bundeswehr Potsdam (P)
    - Sachgebiet Karriere- und Beratungsbüro Potsdam

- Prenzlau
  - Uckermark-Kaserne
    - Fernmeldebataillon 610 (H)
    - Sanitätsversorgungszentrum Prenzlau (ZSan)
    - weitere Dienststellen

- Schönefeld (bei Berlin)
  - 3. Lufttransportstaffel Flugbereitschaft des Bundesministeriums der Verteidigung (L)

- Schönewalde
  - Fliegerhorst Holzdorf
    - Lufttransportgruppe Hubschraubergeschwader 64 (L)
    - Deployable Control and Reporting Centre (DCRC) / Einsatzführungsbereich 3 (L)
    - Sanitätsversorgungszentrum Schönewalde (ZSan)
    - Bundeswehrfeuerwehr Holzdorf/Schönewalde (IUD)
    - Evangelisches Militärpfarramt Schönewalde
    - Katholisches Militärpfarramt Schönewalde
    - weitere Dienststellen

- Schwielowsee, (OT Geltow)
  - Henning-von-Tresckow-Kaserne
    - Einsatzführungskommando der Bundeswehr (SKB)
    - MAD-Stelle 7
    - Leit-Familienbetreuungszentrum Potsdam (TerrFüKdoBw)
    - Sanitätsversorgungszentrum Schwielowsee (ZSan)
    - Evangelisches Militärpfarramt Potsdam
    - Katholisches Militärpfarramt Schwielowsee
    - Verbindungskommando Heer Einsatzführungskommando Bundeswehr
    - Einsatzführungszentrum IUD Verbindungsstelle/Schwielowsee
    - weitere Dienststellen

- Storkow (Mark)
  - Kurmark-Kaserne
    - Informationstechnikbataillon 381 (CIR)
    - 7./Feldjägerregiment 1 (SKB)
    - Familienbetreuungszentrum Storkow (TerrFüKdoBw)
    - Sanitätsversorgungszentrum Storkow (ZSan)
    - Ausbildungszentrum Munster Technologiestützpunkt Tarnen und Täuschen (TuT)
    - Funksendestelle Limsdorf
    - weitere Dienststellen

- Strausberg
  - Barnim-Kaserne
    - ABC-Abwehrregiment 1 (ta) (H) (Aufstellung ab 2020)
    - Sanitätsversorgungszentrum Strausberg (ZSan)
    - Flugfunkstelle Eggersdorf
    - weitere Dienststellen

  - Von-Hardenberg-Kaserne, ehem. Struzberg-Kaserne
    - Kommando Heer (H)
    - Kompetenzzentrum Baumanagement (IUD)
    - Bundesamt für das Personalmanagement der Bundeswehr – Servicezentrum Ost (P)

  - Campus Strausberg Bundeswehr
    - Zentrum Informationsarbeit Bundeswehr

- Teltow
  - Teile Bundeswehr-Dienstleistungszentrum Berlin – Materialumschlagzentrum (IUD)